# Gomphus pulchellus
Gomphus pulchellus es una especie de odonato anisóptero que pertenece a la familia Gomphidae.

## Características
Odonato de 45 a 50 milímetros de longitud y de envergadura alar hasta los 70 mm. Su coloración no es tan rica en contrastes como la de especies afines, cabeza verde brillante, abdomen con figuras amarillas y negras y aspecto frágil y delicado.

## Distribución
Especie endémica de Europa, se encuentra en la zona occidental y suroeste, por el este hasta Westfalia y Baja Sajonia y por el suroeste hasta la península ibérica. Se está difundiendo más hacia el este.

## Reproducción
Vuela desde mediada la primavera hasta mediado el verano, los huevos son depositados en la superficie del agua, las ninfas se desarrollan en el lodo del fondo del lago. A los 4 o 5 años la libélula sale de la ninfa.